# 虚栄の市

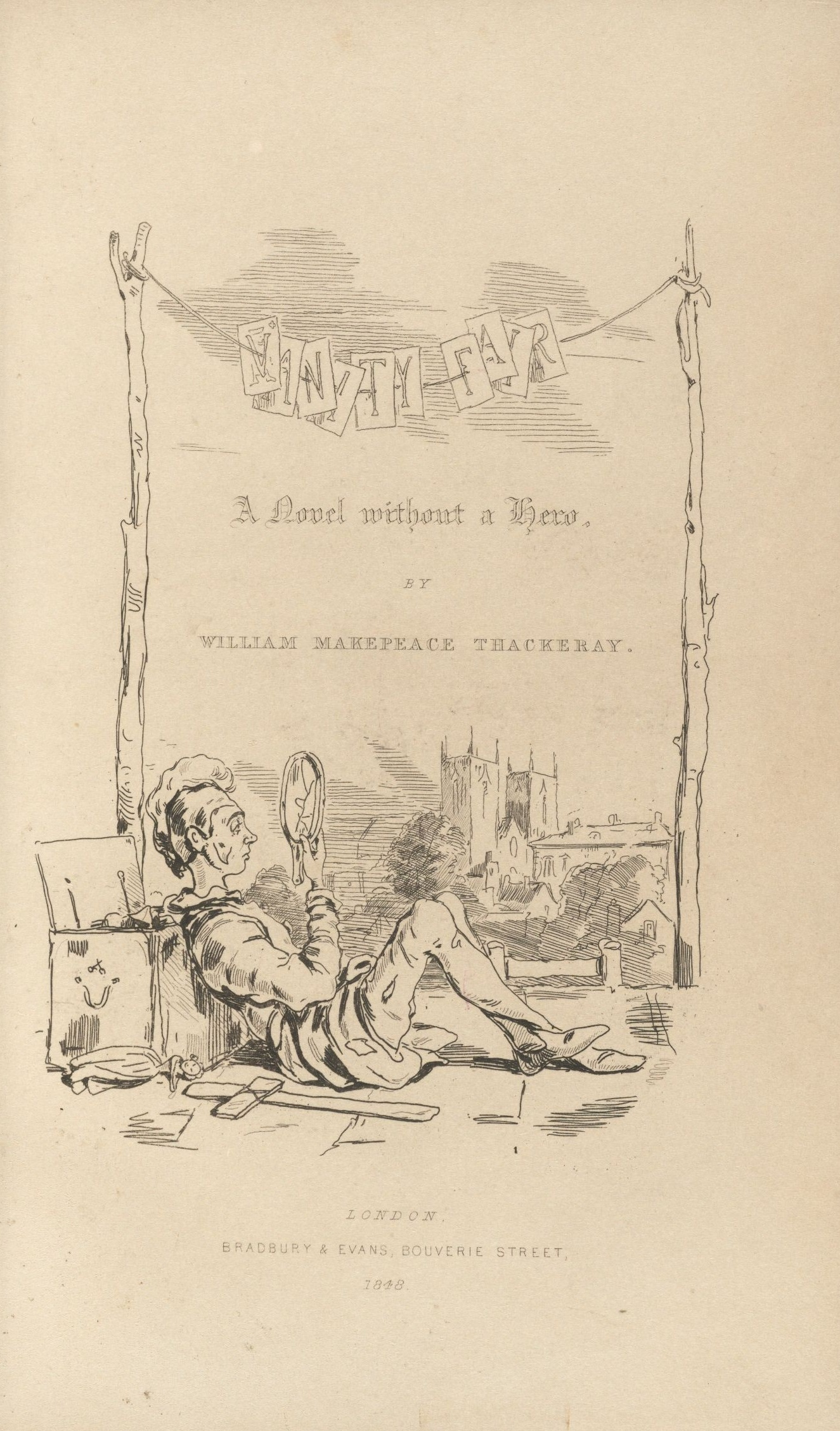
サッカレー自身が描いた表紙絵。サッカレーは当初挿絵画家を目指していた

『虚栄の市』（きょえいのいち、原題：Vanity Fair）は、サッカレーの長編小説である。1847年1月から翌年7月まで雑誌に分冊の形で発表された。副題「主人公のいない小説」（A Novel without a Hero）。
19世紀初頭のロンドンを舞台に、上流を目指す富裕層社会に生きる人々を諧謔と諷刺に富んだ文章で描き痛烈に批判。作者自身の挿絵が挿入され、また作者自身が作中に登場するといった手法がとられている。中心となる登場人物が欠けて全体的にまとまりがなく説教臭い面もあるが、ナポレオン戦争を背景とした物語の展開は妙があり、作者の出世作となった。

## あらすじ
生れの卑しいレベッカ・シャープと富裕な家庭に生まれたアミーリア・セドリーは女学校を去り、セドリー家へ向かう。そこでレベッカはアミーリアの兄・ジョーゼフと出会い結婚することを望むが、ジョーゼフの愚かな振る舞いを見て家を出る。そしてレベッカはクローリー家の家庭教師になりピット卿の好意を獲得すると、秘密のうちにクローリー家の次男であるロードンと結婚した。これに資産家である伯母のクローリーは怒り、ロードンを廃嫡する。
アミーリアは父が破産し、恋仲である幼馴染のジョージ・オズボーンとの結婚が取り消しになりそうになる。だがジョージは密かにアミーリアに恋している親友のウィリアム・ドビンに説得されて、ジョージの父親の猛烈な反対にもかかわらずアミーリアと結婚する。
一方社会はナポレオン戦争に向かって動いていた。

## 主な登場人物
レベッカ(ベッキー)・シャープ
貧しい画家とオペラ歌手の子。持ち前の美貌と才気で上流社会への進出を目指す。女学校を出たあと、準男爵家のガヴァネス（家庭教師）の職を得、その家の次男（ロードン・クローリー）と駆け落ち結婚する。嘘吐きで貪欲な女だが、処世術に長け、天性の女優性からその本性を見抜く者はほとんどいない。
アミーリア・セドリ
レベッカの学友。父親は株屋だが、のちに破産する。心優しい性格で非常に繊細な心の持ち主。美人というわけではないが、性格のよさから男性にもてる。夫となるジョージ・オズボーンを非常に愛しているが、ジョージは妻を顧みず、ベッキーと浮気をしている。
ジョーゼフ・セドリ
アミーリアの兄。東インド会社に勤めており、金持ちだが（ネイボッブ）、デブでうぬぼれ屋。ベッキーに魅かれている。
ジョージ・オズボーン
アミーリアの幼馴染で許婚。富裕な商人の子。陸軍中尉になるが、のちに戦死する。放蕩息子であり、不誠実な遊び人。
ウィリアム・ドビン
ジョージの親友。富裕な商人の子。陸軍大尉。密かにアミーリアに恋をしている。誠実で実直。唯一、ベッキーの本性を見抜いている。
ロードン・クローリー
ベッキーと結婚する。準男爵家の息子で軍人だが、カード賭博でいくばくかを稼いでいる。

## 日本語訳
- 平田禿木訳『虚栄の市』（国民文庫刊行会、1914年）
- 三宅幾三郎訳『虚栄の市』（岩波文庫、全6巻、1940年）
- 中島賢二訳『虚栄の市』（岩波文庫、全4巻、2004年）

## 映像化
この作品は何度も映画やドラマとして映像化されていて、最初のものは1911年のサイレント短編である。以下、主な作品を記す。
- 1923年、『Vanity Fair（邦題：虚栄の市）』として映画化された。監督はユーゴー・ボーリン、主演は監督夫人であるメーベル・ボーリン。
- 1932年、現代劇に翻案して映画化された（原題：Vanity Fair）。マーナ・ロイがベッキー・シャープを演じた点が注目される。
- 1935年、『Becky Sharp（邦題：虚栄の市）』として映画化された。これはLangdon Mitchell脚色による舞台劇（初演は1899年）の映画化で、テクニカラーを使用した初めての長編劇映画。ベッキーを演じたミリアム・ホプキンスはアカデミー主演女優賞の候補となった。撮影開始早々監督が急死したためルーベン・マムーリアンがあとを引き継いで完成させた。
- 1967年、BBCによるテレビ化作品では主演のスーザン・ハンプシャーがエミー賞を受賞した。BBCではその後も2度（1987年、1998年）ドラマ化している。
- 2004年、ミーラー・ナーイル監督で映画化された。ベッキーはリース・ウィザースプーン。日本では『悪女』というタイトルでビデオ発売された。